# 許德祥
許德祥，台灣政治人物，曾於2006年代表民主進步黨遞補林濁水，任職中華民國立法委員。

## 經歷
- 東港區漁會理事
- 東港區漁會理事長
- 台灣省漁會理事長
- 中華民國全國漁會理事長
- 臺北漁產股份有限公司常務董事
- 臺中魚市場股份有限公司常務監察人
- 臺中魚市場股份有限公司副董事長
- 中華民國對外漁業合作發展協會董事
- 台灣漁業及海洋技術顧問社董事
- 台灣水產協會董事
- 台灣地區漁民海難救助基金管理運用委員會主任委員
- 台灣地區漁船海難救助基金管理運用委員會主任委員

## 外部連結
- 立法院 （页面存档备份，存于）